# American Forest & Paper Association
L'American Forest & Paper Association (AF & PA) est l'association professionnelle nationale américaine de l'industrie du papier et des produits en bois. 
AF & PA a été créée le 1er janvier 1993 par la fusion de la National Forest Product Association et de l'American Paper Institute. 
L’adhésion comprend de nombreuses entreprises et associations industrielles. Parmi eux, Domtar, Essity, Evergreen Packaging, LLC, Georgia-Pacific LLC, Graphic Packaging International, Green Bay Packaging Inc., Greif, Inc., International Paper Company, Emballage Corporation of America, Pratt Industries, Inc., Resolute Forest Products, Sappi North America, Sonoco Products Company et WestRock Company. 
Le travail principal de l'AF & PA est la défense des intérêts de la filière aux niveaux international, national, étatique et local. Selon le Center for Public Integrity, il a consacré environ 20 millions de dollars de 1998 à 2004 à des activités de lobbying. L’association est également le principal centre d’échange de statistiques de l’industrie des produits forestiers pour les données de fabrication, de production et de capacité. L'American Wood Council, une organisation affiliée à l'AF & PA, encourage l'utilisation de matériaux de construction en bois dans la construction résidentielle et commerciale et est un éditeur de codes de construction pour les bâtiments en bois, reconnu par l'American National Standards Institute . 